# 卡尔·弗雷德里克·汪戴尔

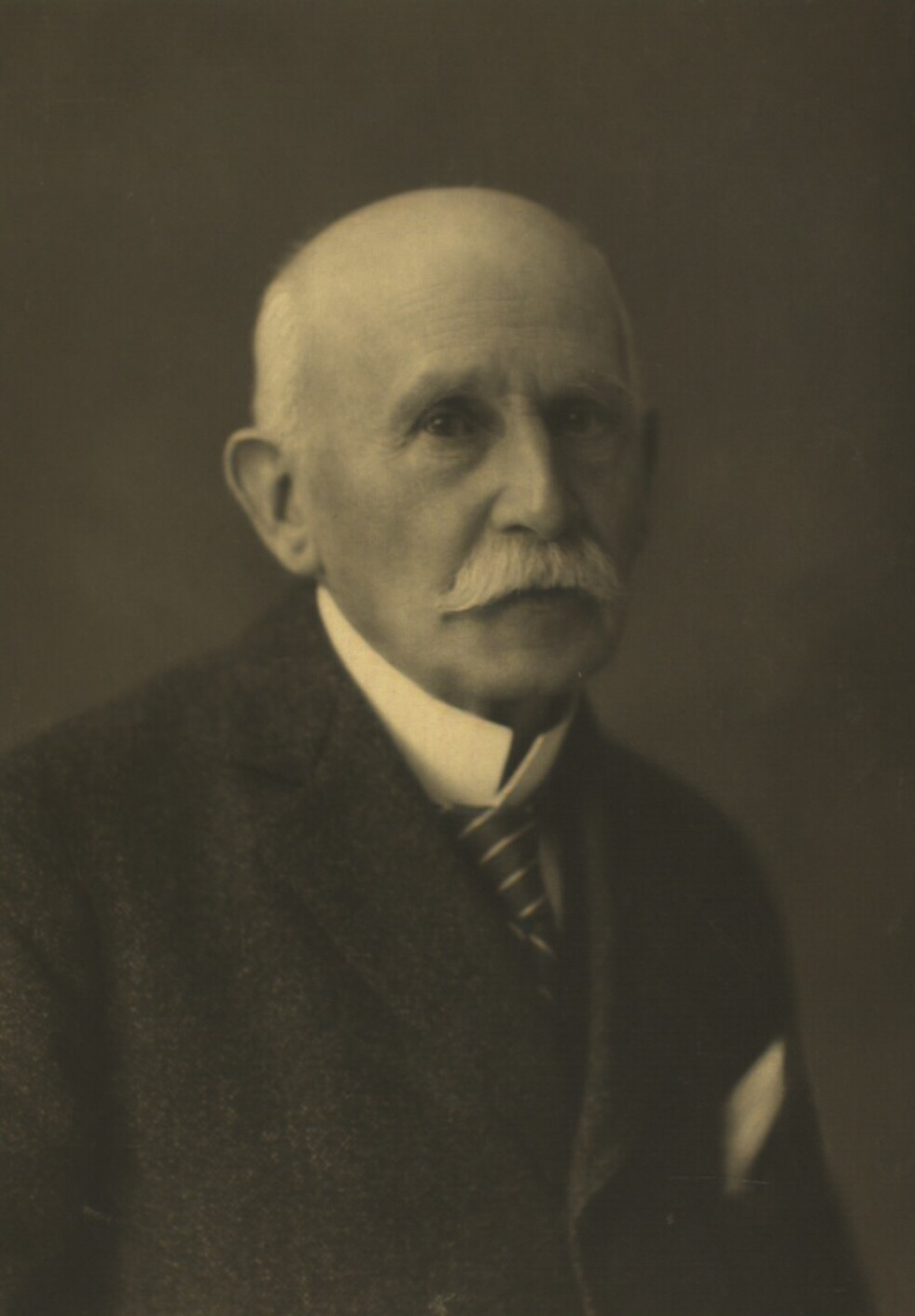
卡尔·弗雷德里克·汪戴尔

卡尔·弗雷德里克·汪戴尔（丹麥語：Carl Frederick Wandel，1843年8月15日—1930年4月21日），简称C·F·汪戴尔（C.F. Wandel），一译旺德尔，丹麦海军军官、极地探险家。
1863年加入丹麦海军。1865年至1867年，参加法国对墨西哥的探险。1876年至1878年，他负责向冰岛的邮政船只。1880年，他参加美国海洋考察。在他服役期间，主要从事水文工作。1892年被提拔为舰长。1899年被提拔为少将。1905年被提拔为中将。
北冰洋的旺德尔海就是以他的名字命名的。